# Fernando Félix Pegüero García
Fernando Félix Pegüero García (n. Santa María Atzompa, 1988) es un alfarero reconocido en México, perteneciente a la familia Blanco.

## Trayectoria
Empezó a crear barro en 1993, cuando tenía cinco años de edad. Aprendió de su madre, y se ha especializado en hacer piezas relacionadas al día de la muerte.

### Premios y reconocimientos
Ha participado en la mayoría de los eventos de arte folclórico como en el 2009 en el Museo Estatal de Arte Popular de Oaxaca (MEAPO). En el 2010 ganó dos premios por su trabajo. Uno fue en primer lugar en la categoría de miniaturas por Amigos del Arte Folclórico de Oaxaca, con su obra llamada La boda de la Catrina y del Vaquero. Este premio le permitió ir al Taller de Arte Plásticas Rufino Tamayo en la ciudad de Oaxaca, para estudiar cerámica, escultura y pintura.
Otro reconocimiento fue el del Premio Nacional de Cerámica en Tlaquepaque, Jalisco. También quedó en el segundo lugar en el concurso del quinto Estado Natal en Oaxaca. Fernando se ha involucrado en la Universidad del Estado de Oaxaca.